# یوشانیتسا (ژاگوبیتسا)
یوشانیتسا (به صربی: Jošanica) یک منطقهٔ مسکونی در صربستان است که در ژاگوبیتسا واقع شده‌است. یوشانیتسا ۶۷۱ نفر جمعیت دارد.